# Campeonato Carioca 1964
In 1964 werd het 59ste Campeonato Carioca gespeeld voor voetbalclubs uit de Braziliaanse staat Guanabara. De competitie werd gespeeld van 4 juli tot 20 december. Fluminense werd kampioen.

## Eindstand
| Plaats | Club          | Wed. | W  | G | V  | Saldo | Ptn. |
| ------ | ------------- | ---- | -- | - | -- | ----- | ---- |
| 1.     | Fluminense    | 24   | 15 | 5 | 4  | 44:16 | 35   |
| 2.     | Bangu         | 24   | 13 | 9 | 2  | 46:21 | 35   |
| 3.     | Botafogo      | 24   | 15 | 4 | 5  | 45:21 | 34   |
| 4.     | Flamengo      | 24   | 15 | 4 | 5  | 45:19 | 34   |
| 5.     | America       | 24   | 12 | 6 | 6  | 36:24 | 30   |
| 6.     | Vasco da Gama | 24   | 11 | 7 | 6  | 44:28 | 29   |
| 7.     | Bonsucesso    | 24   | 8  | 8 | 8  | 24:28 | 24   |
| 8.     | Portuguesa    | 24   | 8  | 7 | 9  | 30:25 | 23   |
| 9.     | Campo Grande  | 24   | 8  | 6 | 10 | 22:31 | 22   |
| 10.    | São Cristóvão | 24   | 7  | 6 | 11 | 31:38 | 20   |
| 11.    | Olaria        | 24   | 4  | 7 | 13 | 21:39 | 15   |
| 12.    | Madureira     | 24   | 2  | 4 | 18 | 13:52 | 8    |
| 13.    | Canto do Rio  | 24   | 1  | 1 | 22 | 17:76 | 3    |

|  | Finale     |
|  | Degradatie |

## Finale
|                  |       |                   |            |                                               |
| 16 december Heen | Bangu | 0 – 1             | Fluminense | Maracanã, Rio de Janeiro Toeschouwers: 64.084 |
| 16 december Heen |       | 54' (pen) Amoroso |            | Maracanã, Rio de Janeiro Toeschouwers: 64.084 |

|                   |                                                |       |               |                                               |
| 20 december Terug | Fluminense                                     | 3 – 1 | Bangu         | Maracanã, Rio de Janeiro Toeschouwers: 75.106 |
| 20 december Terug | Joaquinzinho 50' Jorginho 53' Gílson Nunes 67' |       | 28' Bianchini | Maracanã, Rio de Janeiro Toeschouwers: 75.106 |

### Kampioen
| Campeonato Carioca de 1964      |
| Rio de Janeiro                  |
| ------------------------------- |
| FLUMINENSE Kampioen (18° titel) |

## Topschutters
| Speler            | Speler        | Goals | Club          |
| ----------------- | ------------- | ----- | ------------- |
| Vlag van Brazilië | Amoroso       | 19    | Fluminense    |
| Vlag van Brazilië | Aírton Beleza | 17    | Flamengo      |
| Vlag van Brazilië | Célio         | 15    | Vasco da Gama |
| Vlag van Brazilië | Quarentinha   | 15    | Botafogo      |